# Houses of the Holy
Pour la chanson de Led Zeppelin, voir Houses of the Holy (chanson).
Albums de Led Zeppelin
Led Zeppelin IV
(1971) Physical Graffiti
(1975)
Houses of the Holy est le cinquième album studio du groupe de rock britannique Led Zeppelin. Il est sorti le 28 mars 1973 sur le label Atlantic Records et fut produit par Jimmy Page. Il contient les succès Over the Hills and Far Away, No Quarter, D'yer Mak'er et The Song Remains the Same.

## Enregistrement
La plupart des titres de cet album sont enregistrés à Stargroves, un manoir situé à East Woodhay dans le Hampshire avec l'aide du Studio mobile Rolling Stones. Le manoir appartient à cette époque au chanteur des Rolling Stones, Mick Jagger. Seuls, The Crunge, enregistré à Headley Grange et No Quarter enregistré aux Island Studios ne proviennent pas des sessions de Stargroves. Quatre titres n’apparaissant pas sur l’album y sont enregistrés, Houses Of The Holy, Black Country Woman et The Rover qui figurent sur plus tard sur l'album Physical Graffiti et Walter's Walk qui sort sur l'album de compilation de titres inédits issu en 1982, Coda. Le groupe demande à l'ingénieur du son américain Eddie Kramer de venir travailler sur l'album pour l'enregistrement et une partie du mixage (seul No Quarter fut enregistré et mixé par Andy Johns, Keith Harwood mixant les deux premiers titres de l'album).

## Réception
L'album reçoit un accueil mitigé de la presse, Guy Fletcher du magazine Rolling Stone trouve l'album terne et confus tandis que le critique musical américain Robert Christgau lui attribua un A - . Stephen Thomas Erlewine critique musical sur le site AllMusic lui donna 5 étoiles sur 5.
Pour le public, l'album est un succès, se classant à la première place des charts en Australie, États-Unis, Canada et Grande-Bretagne. En France, il se classe à la 3e place des ventes de disques et sera certifié double disque d'or pour plus de 200 000 albums vendus.

## Pochette
Initialement prévu en 1972, ce disque ne sort qu'un an plus tard pour des problèmes concernant la pochette de l'album. En effet, Jimmy Page s'oppose à la pochette d'origine, création de Storm Thorgerson, qui représente une raquette de tennis sur un court vert (en anglais, un des sens du mot racket est « vacarme, tintamarre »). Avec raison semble-t-il, puisque la pochette définitive est nommée aux 16e Grammy Awards en 1974 dans la catégorie « meilleure pochette d'album » (l'élue étant celle de Tommy des Who).
Les deux enfants apparaissant sur la pochette sont frère et sœur : Stefan Gates, le frère (aujourd'hui animateur d'émission culinaire à la télévision) et sa sœur, Samantha Gates. Leur image est démultipliée par le graphiste. L'illustration aurait été inspirée par le roman d'Arthur C. Clarke Les Enfants d'Icare. Le paysage constitué de pierres étranges dans lequel ils ont été photographiés est une curiosité géologique de la côte irlandaise appréciée des touristes, la Chaussée des Géants.
En 2019 cette pochette est censurée sur Facebook pour nudité ce qui suscite la polémique. Il apparaît alors que cette censure est le résultat d'algorithmes qui, selon Facebook, suppriment les contenus avec de la nudité.

## Liste des titres
| 1. | The Song Remains the Same   | Page, Plant                | 5:28 |
| 2. | The Rain Song               | Page, Plant                | 7:39 |
| 3. | Over the Hills and Far Away | Page, Plant                | 4:47 |
| 4. | The Crunge                  | Bonham, Jones, Page, Plant | 3:13 |

| 5. | Dancing Days | Page, Plant                | 3:41 |
| 6. | D'yer Mak'er | Page, Plant, Jones, Bonham | 4:22 |
| 7. | No Quarter   | Page, Plant, Jones         | 6:59 |
| 8. | The Ocean    | Page, Plant, Jones, Bonham | 4:30 |

### Deluxe edition disc bonus
| 1.    | The Song Remains the Same (Guitar overdub reference mix)     | - Page - Plant                  | 5:29 |
| 2.    | The Rain Song (Mix minus piano)                              | - Page - Plant                  | 7:45 |
| 3.    | Over the Hills and Far Away (Guitar mix backing track)       | - Page - Plant                  | 4:22 |
| 4.    | The Crunge (Rough mix - Keys up)                             | - Bonham - Jones - Page - Plant | 3:16 |
| 5.    | Dancing Days (Rough mix with vocal)                          | - Page - Plant                  | 3:46 |
| 6.    | No Quarter (Rough mix with JPJ keyboard overdubs - No vocal) | - Jones - Page - Plant          | 7:03 |
| 7.    | The Ocean (Working mix)                                      | - Bonham - Jones - Page - Plant | 4:26 |
| 36:10 |                                                              |                                 |      |

## Musiciens
- Robert Plant : chant
- Jimmy Page : guitares acoustique et électrique, production
- John Paul Jones : basse, orgue, piano, piano électrique, mellotron, synthétiseurs, chœurs sur The Ocean
- John Bonham : batterie, chœurs sur The Ocean

## Charts et certifications

### Album
Charts
| Pays             | Durée du classement | Classements 1973 | Classements 2014 |
| ---------------- | ------------------- | ---------------- | ---------------- |
| Allemagne        | 13 semaines         | 8e               | 12e              |
| Australie        | 25 semaines         | 1er              | 33e              |
| Autriche         | 13 semaines         | 3e               | 17e              |
| Belgique (W)     | 18 semaines         | —                | 20e              |
| Belgique (V)     | 13 semaines         | —                | 37e              |
| Canada           | 52 semaines         | 1er              | —                |
| Danemark         | 1 semaines          | —                | 24e              |
| États-Unis       | 106 semaines        | 1er              | —                |
| Finlande         | 2 semaines          | —                | 11e              |
| France           | 38 semaines         | 3e               | 29e              |
| Italie           | 17 semaines         | 4e               | 17e              |
| Norvège          | 12 semaines         | 4e               | 12e              |
| Nouvelle-Zélande | 2 semaines          | —                | 9e               |
| Pays-Bas         | 8 semaines          | 3e               | 25e              |
| Portugal         | 1 semaine           | —                | 12e              |
| Suède            | 1 semaine           | —                | 15e              |
| Royaume-Uni      | 16 semaines         | 1er              | 14e              |
| Suisse           | 2 semaines          | —                | 20e              |

Certifications
| Pays        | Certification | Ventes       | Date       |
| ----------- | ------------- | ------------ | ---------- |
| Allemagne   | Or            | 250 000 +    | 1993       |
| Australie   | 2 × Platine   | 140 000 +    | 1996       |
| États-Unis  | 11 × Platine  | 11 000 000 + | 15/11/1999 |
| France      | 2 × Or        | 200 000 +    | 2001       |
| Royaume-Uni | Platine       | 300 000 +    | 24/11/1988 |

### Singles
Charts
| Année | Single                      | Chart           | Durée du classement | Position |
| ----- | --------------------------- | --------------- | ------------------- | -------- |
| 1973  | Over the Hills and Far Away | Hot 100         | 8 semaines          | 51e      |
| 1973  | Over the Hills and Far Away | RPM Top Singles | 4 semaines          | 63e      |
| 1973  | The Ocean                   | Single Top 100  | 13 semaines         | 8e       |
| 1973  | D'yer Mak'er                | Hot 100         | 16 semaines         | 20e      |
| 1974  | D'yer Mak'er                | RPM Top Singles | 14 semaines         | 24e      |